# 阿波川島站
阿波川島站（日语：／ Awa-kawashima eki */?）是一位於日本德島縣吉野川市，隸屬於四國旅客鐵道（JR四國）的鐵路車站，車站編號為B11。是未併入吉野川市前的川島町的中心車站，現時除了上行的特急「劍山」10號外，其他所有級別列車均停靠。本站也是其中一個區間車總站，但每天只提供2班分別由德島站及阿南站開出的列車以此為終站；上行更只有早上1班至德島站。至於往阿波池田方向，現時並沒有設定任何區間車。
本站和鴨島站同樣設有3個月台，不過鴨島站的3號月台現時並沒有實際使用，月台編號也被取消；相反本站的3號月台則仍有使用，使它成為了本線上最多月台的分站。
開業時本站原稱為「川島站」，1907年德島鐵道國有化，改為日本國鐵系統內，當時在茨城縣的水戶線已設有川島站，但仍維持站名；1914年改稱為「神後站」，一年後再改名為「阿波川島站」。2010年10月1日起，因JR四國精簡人手，本站降為無人站。

## 車站結構
設有單層木製站舍1座，規模與石井站相同，車站出入口。候車大堂與閘口皆設於站舍最左邊，右側為已停用的售票處及站務室，另外前方近出入口處及大部份原用作職員留宿用的宿舍，原本改成商店出租，不過多年來仍然空置著；無人化後，在閘口旁邊增設了能發售特急列車券的自動售票機1座，而洗手間亦只設於1號月台範圍內。
在月台範圍內近閘口另設有一條可供輪椅通過的無障礙通過，可以繞過站舍而直接離開車站，而不需再經過候車大堂及數級梯級離開車站。
與鴨島站相同，設有側式月台及島式月台各1個，提供2面3線的配置，當中位於島式月台上的有蓋候車亭，卻將面向3號月台的一邊全以木板封掉。原則上，1、2號月台為主線道；3號月台則作為區間車終點站，或同方向列車避車時所使用。月台之間以向學站方向的行人天橋所連接。有效長面方面，島式月台為7輛；側式月台為6輛。

### 月台配置
| 月台 | 路線    | 方向 | 目的地                                  | 備註                                                                     |
| ---- | ------- | ---- | --------------------------------------- | ------------------------------------------------------------------------ |
| 1    | ■德島線 | 上行 | 德島、直通■牟岐線至阿南、桑野、海部方向 | 「劍山」10號通過月台；其餘特急及大部份普通列車停靠月台。                 |
| 2    | ■德島線 | 下行 | 穴吹、阿波池田方向                      | 所有特急及大部份普通列車停靠月台。                                       |
| 3    | ■德島線 | 上行 | 德島方向                                | 包括以下班次：07:35；09:18區間車到達及09:47開出；17:36 ；21:16區間車到達 |
| 3    | ■德島線 | 下行 | 穴吹、阿波池田方向                      | 15:30往阿波池田及20:46往穴吹                                             |

## 歷史
- 1899年8月19日：開業，車站最初命名為「川島站」。
- 1914年3月25日：車站改稱「神後站」（「）」。
- 1915年7月1日：車站再改稱為「阿波川島站」。
- 1987年4月1日：日本國鐵分割民營化，車站的營運由JR四國繼承。
- 2010年10月1日：因JR四國精簡人手，降為無人站。

## 利用狀況
| 乗車人員推移 | 乗車人員推移 |
| 年度         | 1日平均人數  |
| ------------ | ------------ |
| 1995         | 676          |
| 1996         | 703          |
| 1997         | 660          |
| 1998         | 669          |
| 1999         | 650          |
| 2000         | 607          |
| 2001         | 568          |
| 2002         | 534          |
| 2003         | 514          |
| 2004         | 527          |
| 2005         | 527          |
| 2006         | 529          |
| 2007         | 546          |
| 2008         | 571          |
| 2009         | 534          |
| 2010         | 530          |

## 相鄰車站
※除一部分以外停靠此站的特急「劍山」的相鄰停靠站參見列車條目。
四國旅客鐵道（JR四國）
■德島線
西麻植（B10）－阿波川島（B11）－學（B12）